# Totto-chan: Cô bé bên cửa sổ (phim)
Totto-chan: Cô bé bên cửa sổ (Nhật: 窓ぎわのトットちゃん Hepburn: Madogiwa no Totto-chan) là một bộ anime điện ảnh thuộc thể loại tiểu sử ra mắt vào năm 2023 do Yakuwa Shinnosuke làm đạo diễn, kiêm đồng biên kịch với Suzuki Yōsuke. Bộ phim chuyển thể từ cuốn tiểu thuyết tự truyện cùng tên của nhà văn Kuroyanagi Tetsuko. Phim do hãng Shin-Ei Animation chế tác và được phân phối bởi Toho. Phim có sự tham gia của Ohno Liliana trong vai người lồng tiếng cho Totto, cùng với Yakusho Koji, Oguri Shun, Watanabe Anne và Takizawa Karen lần lượt thủ vai các nhân vật phụ. Tác phẩm xoay quanh câu chuyện kể về thủa nhỏ của bà Tetsuko (biệt danh là Totto-chan) khi chuyển đến trường Tomoe để học hỏi thêm nhiều điều mới trong giai đoạn Nhật Bản đang rơi vào chiến tranh. Bộ phim chính thức khởi chiếu tại Nhật Bản vào ngày 8 tháng 12 năm 2023 và ra rạp tại thị trường Việt Nam vào ngày 31 tháng 5 năm 2024.

## Nội dung
Năm 1940, khi Totto-chan lên lớp 1, mẹ cô là bà Chō đã đưa cô đến ngôi trường mới "trường Tomoe" ở Jiyugaoka. Trước đó, Totto-chan theo học tại trường cũ và nổi tiếng là học sinh hay quậy phá. Do những hành vi của mình, Totto-chan đã bị giáo viên đuổi học. Lớp học của trường Tomoe được thiết kế từ những toa tàu đã qua sử dụng. Quyết tâm theo học, Totto-chan đã tham gia buổi phỏng vấn đầu vào dài 4 tiếng với thầy hiệu trưởng Kobayashi Sōsaku. Nhận ra bản chất tốt bụng của Totto-chan, thầy Kobayashi đồng ý cho cô bé nhập học.
Ngày hôm sau, Totto-chan bắt đầu theo học tại trường Tomoe. Cô giáo Oishi thông báo trong buổi học hôm nay, học sinh được tự do lựa chọn hoạt động yêu thích từ chơi piano cho đến vẽ tranh. Trong khi các học sinh khác tham gia các hoạt động ngoài trời vào buổi chiều, Yasuaki lại chọn ở lại lớp học một mình và dành thời gian cho việc đọc sách. Thấy vậy, Totto-chan đã ngỏ lời rủ cậu cùng tham gia chơi leo cây. Tuy nhiên, Yasuaki đã từ chối lời đề nghị của cô vì bản thân cậu mắc bệnh bại liệt nên không thể tham gia các hoạt động thể chất. Trong tiết học bơi, Totto-chan nhận thấy Yasuaki đang do dự nên cô đã rủ cậu bé xuống hồ bơi. Ban đầu, Yasuaki suýt chết đuối, nhưng dần dần cậu đã có thể bơi. Kỳ nghỉ hè đến, Totto-chan đã sử dụng chiếc thang để hỗ trợ Yasuaki leo lên cây. Sau đó, cậu đã kể cho cô bé nghe về một chiếc hộp thần kỳ có tên là "tivi" ở Mỹ. Yasuaki tin rằng chiếc hộp này có khả năng mang lại hòa bình cho thế giới. Cậu mong muốn Totto-chan tham gia chương trình truyền hình. Tuy nhiên, do hiểu lầm rằng Yasuaki bảo mình chui vào hộp, Totto-chan đã từ chối. Trong khi đó, mẹ của Yasuaki đã bật khóc vì vui sướng trước sự trưởng thành của con trai.
Totto-chan cùng cha là nhạc sĩ Moritsuna và Chō đi chơi lễ hội hè. Trong lúc vui chơi, Moritsuna đã đồng ý mua cho cô bé một chú gà con. Trong khi đó, thầy Kobayashi đã áp dụng phương pháp giáo dục âm nhạc Dalcroze Eurhythmics tại trường Tomoe với mục tiêu hình thành nhân cách học sinh thông qua âm nhạc. Trong các tiết học, thầy thường tự mình chơi piano để khơi gợi niềm vui nhảy múa cho học sinh. Vài ngày sau, chú gà con mà Totto-chan nuôi đã qua đời. Biết tin buồn, Chō đến bên Totto-chan để an ủi và cùng cô bé làm một ngôi mộ cho chú gà. Yasuaki cũng chia sẻ rằng chú gà con đã rất hạnh phúc khi được gặp Totto-chan và giờ đây đã lên thiên đường. Một hôm, Totto-chan dẫn Yasuaki đến phòng tập của dàn nhạc giao hưởng nơi Moritsuna tham gia. Tuy nhiên, buổi tập diễn ra trong bầu không khí nặng nề khi nhạc trưởng người Đức Rosenstock cảm thấy vô cùng thất vọng và buồn bã trước tình cảnh quê hương ông đang trong Thế chiến thứ hai lại liên minh với Nhật Bản. Trong ngày hội thể thao, Totto-chan và Yasuaki đã cùng nhau tham gia thi chạy ba chân. Mặc dù cả hai về đích cuối cùng, cô bé đã cố gắng hết sức để hỗ trợ Yasuaki trong việc di chuyển.
Ngày 8 tháng 12 năm 1941, Nhật Bản bước vào Chiến tranh Thái Bình Dương. Nghe tin tức trên đài phát thanh, Moritsuna cau mày và cấm đoán cô bé sử dụng tiếng Anh. Năm 1942, Totto-chan đã là học sinh lớp 3. Mỗi ngày, cô bé thường xuyên chứng kiến cảnh những đoàn quân ra trận ở ga tàu. Một hôm, Totto-chan chơi sumo với các bạn nam cùng lớp. Nhìn thấy Totto-chan giành chiến thắng, Yasuaki cũng muốn so tài với cô bé. Lo lắng cho học trò gặp nguy hiểm, thầy giáo Kobayashi đề nghị cả hai thi vật tay. Một ngày nọ, một nhóm học sinh từ trường khác xuất hiện gần trường Tomoe và bắt đầu chế giễu nhà trường. Totto-chan cùng các bạn học sinh trường Tomoe cất tiếng hát vang bài ca "trường Tomoe là ngôi trường tuyệt vời". Bị áp đảo, nhóm học sinh kia đành bỏ chạy, không còn dám tiếp tục chế giễu hay khiêu khích. Một hôm, Totto-chan cùng bố mẹ đi mua sắm tại quận Ginza. Tuy nhiên, ngay khi đặt chân đến nơi, một viên cảnh sát xuất hiện và yêu cầu cả ba rời khỏi khu vực vì trang phục buổi sáng của họ "quá lòe loẹt". Trước tình huống, Totto-chan đã nhanh chóng kéo bố mẹ ra khỏi khu vực.
Vào kỳ nghỉ đông năm 1943, Yasuaki cho Totto-chan mượn cuốn sách Túp lều bác Tom. Cô bé hứa sẽ đọc kỹ và trả lại sách sau khi kỳ nghỉ kết thúc. Gia đình Kobayashi nhận được một cuộc gọi từ nhà máy sản xuất đạn dược. Họ đề nghị Moritsuna chơi violin bài hát quân đội để đổi lấy thức ăn. Tuy nhiên, sau khi đọc cuốn sách mà Totto-chan mượn về, ông đã vô cùng xúc động và từ chối lời đề nghị. Trong giấc mơ, Totto-chan thấy mình và Yasuaki lạc vào thế giới của Túp lều bác Tom, cô cùng người bạn băng qua lớp băng mỏng trên sông. Tuy nhiên, lớp băng ngay dưới chân cậu bé bất ngờ vỡ vụn. Ngày hôm sau, thầy Kobayashi đã thông báo cho học sinh trong lớp về sự ra đi của Yasuaki. Totto-chan cùng với các bạn học sinh và thầy cô giáo đã tham dự tang lễ của Yasuaki. Trong buổi tang lễ, cô bé xin lỗi vì không thể trả lại cuốn sách mà Yasuaki đã cho mượn và thề sẽ không bao giờ quên cậu.
Năm 1944, tình hình chiến tranh ngày càng trở nên tồi tệ, buộc trường Tomoe phải sơ tán học sinh theo từng đợt. Khi hiệu trưởng Kobayashi xé tấm áp phích hình tàu chiến treo trên tường, Totto-chan đã tuyên bố rằng lớn lên cô sẽ trở thành giáo viên trường Tomoe. Thầy Kobayashi đã ôm Totto-chan vào lòng và nói rằng cô là một đứa bé rất ngoan ngoãn. Năm 1945, trường Tomoe bị thiêu rụi hoàn toàn trong một cuộc không kích. Chứng kiến cảnh tượng ngôi trường bốc cháy, thầy Kobayashi trăn trở về việc sẽ xây dựng lại ngôi trường như thế nào. Trong khi đó, Totto-chan cùng gia đình sơ tán đến Aomori. Khi đoàn tàu di chuyển đến gần điểm đến, một đoàn diễu hành chindon'ya đã đi qua khu vườn táo ngay bên ngoài cửa sổ. Hai đứa em nhỏ của cô bé vốn đang khóc nức nở, bỗng dưng nín khóc và im lặng. Nhận thấy vậy, Totto-chan đã khen ngợi sự ngoan ngoãn của hai đứa.

## Nhân vật
Totto-chan (トットちゃん)
Lồng tiếng bởi: Ohno Liliana (tiếng Nhật), Candy Ngọc Hà (tiếng Việt)
Một cô bé bị giáo viên đuổi học vì tính cách tinh nghịch, quậy phá. Cô bé sẽ theo học tại một ngôi trường mới, Trường Tomoe, nơi những toa xe điện cũ đã được cải tạo để trở thành lớp học.
Kobayashi Sōsaku ()
Lồng tiếng bởi: Yakusho Koji (tiếng Nhật), Nguyễn Đạt Phi (tiếng Việt)
Kuroyanagi Moritsuna ()
Lồng tiếng bởi: Oguri Shun (tiếng Nhật), Trường Tân (tiếng Việt)
Kuroyanagi Chō ()
Lồng tiếng bởi: Watanabe Anne (tiếng Nhật), TBA (tiếng Việt)
Cô Oishi ()
Lồng tiếng bởi: Takizawa Karen (tiếng Nhật), Tôn Vũ (tiếng Việt)

## Sản xuất
Vào tháng 3 năm 2023, có thông báo rằng một bộ phim hoạt hình chuyển thể từ tiểu thuyết tự truyện cùng tên là Totto-chan bên cửa sổ của nhà văn Kuroyanagi Tetsuko đang được sản xuất, bộ phim được đạo diễn và biên kịch bởi Yakuwa Shinnosuke cùng với Suzuki Yōsuke là đồng biên kịch và thiết kế nhân vật do Kaneko Shizue đảm nhiệm. Vào tháng 7 cùng năm, Ohno Liliana được thông báo rằng sẽ lồng tiếng cho nhân vật Totto-chan. Vào tháng 9, có thông báo rằng Yakusho Koji, Oguri Shun, Watanabe Anne và Takizawa Karen được chọn để lồng tiếng cho những nhân vật khác. Bài hát chủ đề của bộ phim là "You Know What" (あのね Ano ne) được thể hiện bởi Aimyon.

## Phát hành
Trong cùng ngày công bố thông tin sản xuất, phía Toho đã ấn định thời điểm ra mắt tựa anime tại các rạp ở Nhật Bản là mùa đông năm 2023. Ngày 11 tháng 7, đơn vị phân phối thông báo tác phẩm sẽ khởi chiếu từ ngày 8 tháng 12 năm 2023. Ngày 18 tháng 11, Toho Cinemas Roppongi Hills đã tổ chức buổi chiếu trước bộ phim, với sự góp mặt của tác giả Kuroyanagi Tetsuko, Ohno Liliana, Takizawa Karen và Yakuwa Shinnosuke. Ngoài ra cũng trong năm 2023, Toho còn chọn phía nhà rạp làm địa điểm phục vụ cho lễ chào sân khấu kỷ niệm ra mắt của tác phẩm. Bắt đầu từ ngày 22 tháng 12, công ty chính thức triển khai áp dụng phần mềm HELLO! MOVIE để cung cấp hệ thống thuyết minh tự động dành cho người khiếm thị và phụ đề tiếng Nhật dành cho người khiếm thính trong quá trình theo dõi tác phẩm.

## Đón nhận

### Doanh thu phòng vé
Trong tuần đầu tiên công chiếu, bộ phim được xếp hạng thứ 6 trong top 10 bộ phim có doanh thu phòng vé cao nhất tại Nhật Bản, sau đó tụt xuống hạng 8 ở tuần thứ hai.

### Đánh giá
Richard Eisenbeis đến từ trang Anime News Network đã đánh giá bộ phim với xếp hạng "A" và nhận định rằng "Bộ phim có những nhân vật tuyệt vời, là một thông điệp mạnh mẽ về việc giáo dục thời thơ ấu và có những khám phá độc đáo về hậu quả của chiến tranh thông qua đôi mắt của một đứa trẻ".

### Giải thưởng
| Năm  | Giải thưởng                             | Hạng mục                         | Người nhận                   | Kết quả   | T.k    |
| ---- | --------------------------------------- | -------------------------------- | ---------------------------- | --------- | ------ |
| 2024 | Giải Viện Hàn lâm Nhật Bản              | Phim hoạt hình xuất sắc nhất     | Totto-chan: Cô bé bên cửa sổ | Đề cử     | [ 18 ] |
| 2024 | Giải phê bình điện ảnh Nhật Bản         | Anime xuất sắc nhất              | Totto-chan: Cô bé bên cửa sổ | Đề cử     | [ 19 ] |
| 2024 | Liên hoan phim hoạt hình quốc tế Annecy | Cristal cho phim truyện hay nhất | Totto-chan: Cô bé bên cửa sổ | Đề cử     | [ 20 ] |
| 2024 | Liên hoan phim hoạt hình quốc tế Annecy | Paul Grimault                    | Totto-chan: Cô bé bên cửa sổ | Đoạt giải | [ 21 ] |